# Aldecoa
|  | Per a altres significats, vegeu «Aldecoa (desambiguació)». |

Aldecoa és una entitat de població de l'Uruguai al centre del departament de Flores. És a 135 metres sobre el nivell del mar. Té una població aproximada de 600 habitants.